# Aeromere/Capriolo
Capriolo (c 1957 Aeromere) бывшая итальянская компания, производитель мотоциклов, планёров и самолётов.

## История
В 1909—1910 году молодой инженер Джанни Капрони основал авиазавод Капрони, которому в дальнейшем суждено стать частью одной из крупнейших индустриальных групп довоенной Италии — Caproni group. 27 мая 1910 года биплан Капрони под управлением Табатчи совершил первый полёт в окрестностях Мальпенса, недалеко от Милана.
К началу Первой мировой войны Капрони разрабатывает передовую для своего времени линию тяжёлых бомбардировщиков. Даже авиационный корпус США использует их для формирования первого эскадрона тяжёлых бомбардировщиков в 1918 году. Заводы Капрони использовали свои большие производственные мощности и в других областях, таких, как судостроение или промышленные двигатели.
Постепенно производство самолётов сворачивалось и к началу Второй мировой войны оказалось то, что самолёты Капрони непригодны к требованиям новой войны. В конце войны огромные производственные площади Капрони пострадали от бомбардировок. Послевоенная эра стала тяжёлым испытанием для компании. Капрони понял, что производство лёгкого мотоцикла станет отличным способом запуска производства. В 1950 году в своём неповреждённом заводе Arco началось производство лёгкого мотоцикла. Новую торговую марку назвали «Capriolo» (слово Capriolo, это название небольшого оленя на итальянском языке).
После смерти Каприони в 1957 году компанию переименовывают в Aeromere. Организовывается производство лёгкого пилотажного самолёта Aviamilano Super Falco, нацеленного на рынок США и планёра Aeromere M-100 для итальянских планёрных клубов. В 1964 году компанию продают Laverda group.